# Urgencia psiquiátrica

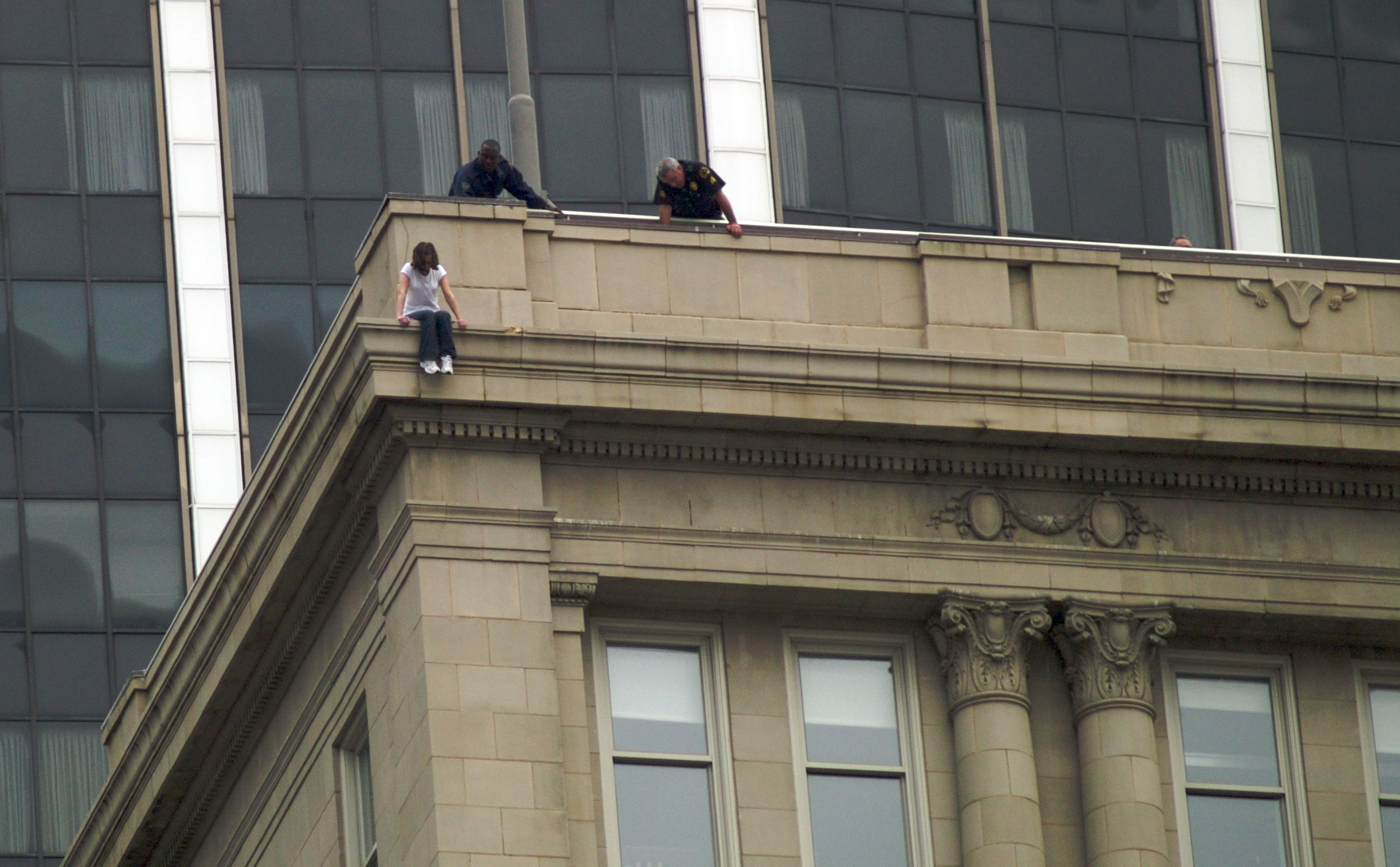
El comportamiento suicida es la urgencia psiquiátrica más común y, como tal, requiere de atención inmediata.

Una urgencia psiquiátrica es una alteración del pensamiento, comportamiento o estado de ánimo que genera malestar inhabilitante al paciente o que pone en peligro su seguridad o la de los demás y como tal requiere de intervención inmediata. En la mayoría de los casos, estas urgencias son el resultado de una enfermedad mental y en menor medida son Reacción de estrés agudo o el resultado de una Enfermedad Física subyacente.
El manejo inmediato en estos casos consta del tratamiento de los síntomas agudos, en cuanto proporcionar seguridad y orientación al paciente, uso de psicofármacos de acción rápida para mejorar la condición del paciente, y por otro lado, prevenir que con su comportamiento pueda dañarse o dañar a otros, el manejo a mediano y largo plazo consta del tratamiento de la enfermedad mental, el acompañamiento en la Reacción de estrés agudo o el tratamiento de la Enfermedad Física subyacente.
La llegada del paciente con urgencias de esta clase a los servicios de emergencia puede ser voluntaria (ya sea porque por sus medios o un familiar, acompañante llega con él) o involuntaria (cuando la policía o los servicios de emergencia recurren a su auxilio en un estado de enajenación mental).

## Definición
De acuerdo con lo establecido por la Asociación Estadounidense de Psiquiatría (APA), una urgencia psiquiátrica es «una alteración aguda del pensamiento, estado de ánimo, comportamiento o relaciones sociales que requiere de una intervención inmediata según lo define el paciente, la familia o la comunidad». Asimismo, la APA también indica que esta situación abarca un «grupo de circunstancias» en las que el comportamiento de una persona tiene el potencial de producir un «resultado catastrófico» y los recursos para lidiar con la situación no están disponibles en el lugar y momento en que sucede. En este sentido, Slaby (1989) la considera una situación clínica en la que el individuo representa un peligro para sí mismo y para otras personas, por ejemplo en casos de psicosis.
Por otra parte, Santacruz Oleas (2008) agrega que una urgencia psiquiátrica puede desencadenarse por un «acontecimiento externo inesperado y grave» que supera la capacidad de respuesta del sujeto previamente normal o, en caso de que tenga capacidades limitadas —edad, estado de salud, etc.—, el hecho externo o interno represente una situación «que no puede asumir eficazmente». Al ser una urgencia médica, requiere de atención inmediata para evitar consecuencias permanentes o para «salvar al paciente de peligro mortal». En el caso específico de niños y adolescentes se trata de «un proceso que genera suficiente tensión emocional para que el niño, adolescente o familia considere difícil el control de la situación».

## Tipos
Existen dos tipos de urgencias médicas: excitación aguda con agitación psicomotora y comportamiento autodestructivo o suicida. En el caso del paciente agitado, debe ubicarse dentro de un área libre de armas potenciales y con salidas despejadas. Newman (2010) establece que la presencia de otras personas a manera de «demostración de fuerza» puede lograr persuadir al paciente de ser combativo. Por otra parte, también es necesario diferenciar el tipo de agitación, es decir, si se trata de una «patología orgánica de base o una patología eminentemente psicológica». El manejo de pacientes en esas condiciones, que comienza con intervenciones verbales, está enfocado en evitar que se lastime o lastime a alguien más. Con respecto al paciente suicida, es necesario evaluar el riesgo de suicidio dado que son esas las conductas más comunes dentro de este tipo de urgencias.
Sadock, Sadock y Ruiz (2015) señalan que los antecedentes familiares de suicidio, comportamientos similares previos o una nota de suicidio del paciente son factores que incrementan este riesgo. El peligro de un comportamiento suicida inminente es suficiente para indicar la hospitalización del individuo. En caso contrario —ideación suicida pasiva más apoyo familiar—, el médico puede optar por dar el alta al paciente y mantener un seguimiento del caso. Benito Fernández (2010) señala que las urgencias psiquiátricas infantiles son poco frecuentes. Sadock, Sadock y Ruiz (2015) coinciden al aclarar que son pocos los que por sí solos buscan ayuda. En la mayor parte de los casos, son las personas que los rodean —padres, familiares, profesores— los que realizan las evaluaciones iniciales. El niño en este estado puede mostrarse «agresivo o apático y desconectado con los demás, o pasar de un estado a otro en un instante».

## Tratamiento
El tratamiento inmediato de las urgencias psiquiátricas se enfoca en los síntomas agudos con la finalidad de mejorar la condición del paciente y evitar que con su comportamiento se dañe o dañe a otros. De acuerdo con Newman (2010), la pérdida del juicio de muchos de estos individuos puede ocasionar que sean «las personas de la comunidad, como los amigos, familiares, policías o transeúntes» las que se encarguen de llevar al paciente a urgencias. Son también, en muchas ocasiones, estas personas las que aportan la información más útil sobre el paciente. Por su parte, Sadock, Sadock y Ruiz (2015) indican que los elementos más importantes de la evaluación en el servicio de urgencias son el examen del estado mental, la historia clínica y, dependiendo del caso, los exámenes físicos y auxiliares. Si la urgencia psiquiátrica involucra también una lesión física, debe ser atendida «lo más pronto posible»; los cortes, envenenamiento, deshidratación y los trastornos en la función respiratoria o circulatoria son los más importantes. Además el paciente debe mantenerse bajo vigilancia constante. Las técnicas de inmovilización física se emplean en pacientes que representan un peligro para sí mismos y para los demás y que no pueden controlarse de otra forma.
En este sentido, una característica de la atención de urgencias psiquiátricas es una mayor exposición a agresiones físicas. Según Escobar, González y Schürch (2000), que citan a Tardiff, aproximadamente 40% de los psiquiatras afirmó haber sido agredido por pacientes en una o más ocasiones. Por otro lado, el tratamiento de pacientes agitados puede implicar la sedación, aunque la intervención verbal para tranquilizar al paciente —hablando en una manera amigable y en tono regular y conversacional— también puede ser útil. El tratamiento farmacológico está indicado en casos de violencia o agresión, ataques de pánico «masivos» y síntomas extrapiramidales —como distonía y acatisia—. Los pacientes paranoicos o en excitación catatónica necesitan ser tranquilizados ya sea con haloperidol, carbamazepina o litio y amobarbital o paraldehído para los alérgicos a las benzodiacepinas o antipsicóticos. Por otra parte, los pacientes violentos responden mejor a la sedación con diazepam o lorazepam. Este último fármaco es el indicado para la tranquilización de pacientes suicidas. Este tipo de pacientes también requiere vigilancia médica por varios días. Además, dentro de la entrevista inicial se deben realizar preguntas directas del tipo «¿Quieres morir?» o «¿Te sientes tan mal que podrías lastimarte?».

## Epidemiología
Sadock, Sadock y Ruiz (2015) indican que al servicio de urgencias psiquiátricas acuden igualmente hombres y mujeres. De ellos, 20% son suicidas y 10% pacientes violentos. Por otra parte, los diagnósticos más frecuentes son los trastornos del estado de ánimo. También señalan que la mayoría de las visitas ocurren durante la noche y que, al contrario de la creencia popular, no incrementan durante los días de luna llena o en la temporada navideña. Por otra parte, Cruz M. et al. (2007) indican que se ha estimado que las consultas psiquiátricas representan entre el uno y el seis por ciento del total de las atenciones y que los diagnósticos más comunes son los trastornos neuróticos, del estado de ánimo y el abuso de sustancias. Agregan que en los servicios de urgencias «que han medido intentos de suicidio, éstos  [sic] fluctúan entre el 4 a 7% de las urgencias».
En este sentido, el comportamiento autodestructivo y el suicidio representan más del 15% de las urgencias psiquiátricas. Testa et al. (2013) también establecen que los problemas psiquiátricos son causa de cerca del cinco por ciento del total de visitas a la sala de urgencias. Por su parte, el 10% de las personas en urgencias psiquiátricas se muestran agitados y 1.7 millones de visitas al área de urgencias involucran a pacientes agitados. Con respecto a la ideación suicida, tiene una incidencia anual del 5.6% en el servicio de urgencias y una prevalencia de por vida estimada del 13.5% en la población general.